# Die Welträtsel

Titelblatt der Erstausgabe

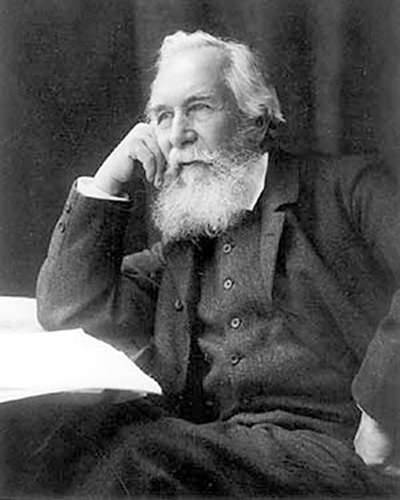
Ernst Haeckel

Die Welträtsel (Originalschreibweise: Die Welträthsel) ist der Titel eines Buchs des Biologen und Philosophen Ernst Haeckel aus dem Jahre 1899, es trägt den Untertitel „Gemeinverständliche Studien über monistische Philosophie“. In diesem Werk stellt Haeckel sein monistisch geprägtes Weltbild als Lösung der Welträtsel einer breiten Öffentlichkeit vor, die Darwinsche Evolutionstheorie wird als Grundprinzip jeder Entwicklung verstanden. Dabei geht er besonders mit der katholischen Kirche hart ins Gericht, sieht aber in den ethischen Grundlagen des Urchristentums einen Anknüpfungspunkt zum Monismus und will diesen als Bindeglied zwischen Religion und Naturwissenschaft sehen.

## Aufbau
Das rund 500 Seiten lange Buch ist in 20 Kapitel unterteilt, gefolgt von einer Schlussbetrachtung und einigen Anhängen. Ab der zehnten, revidierten Auflage kam ein 1907 verfasstes Nachwort des Autors hinzu, ferner wurden die einzelnen Kapitel um einige Absätze erweitert.
- I. Anthropologischer Teil. Der Mensch
  - Kapitel 1: Stellung der Welträtsel
  - Kapitel 2: Unser Körperbau
  - Kapitel 3: Unser Leben
  - Kapitel 4: Unsere Keimgeschichte
  - Kapitel 5: Unsere Stammesgeschichte
- II. Psychologischer Teil. Die Seele
  - Kapitel 6: Das Wesen der Seele
  - Kapitel 7: Stufenleiter der Seele
  - Kapitel 8: Keimesgeschichte der Seele
  - Kapitel 9: Stammesgeschichte der Seele
  - Kapitel 10: Bewußtsein der Seele
  - Kapitel 11: Unsterblichkeit der Seele
- III. Kosmologischer Teil. Die Welt
  - Kapitel 12: Das Substanzgesetz
  - Kapitel 13: Entwicklungsgeschichte der Welt
  - Kapitel 14: Einheit der Natur
  - Kapitel 15: Gott und die Welt
- IV. Theologischer Teil. Der Gott
  - Kapitel 16: Wissen und Glauben
  - Kapitel 17: Wissenschaft und Christentum
  - Kapitel 18: Unsere monistische Religion
  - Kapitel 19: Unsere monistische Sittenlehre
  - Kapitel 20: Lösung der Welträtsel
- Schlußbetrachtung
- Anhänge
  - Die Antinomien von Immanuel Kant
  - Erkenntnistheorie
  - Stellung der Psychologie im System der biologischen Wissenschaften
  - Gegensatz der Fundamentalen Prinzipien
  - Anmerkungen und Erläuterungen
  - Nachwort

## Inhalt
Der wesentliche Ausgangspunkt für die in diesem Werk dargestellte monistische Weltanschauung ist Darwins Evolutionstheorie. Diese und insbesondere die damit zusammenhängende Abstammung des Menschen, die an Schulen des 21. Jahrhunderts selbstverständlicher Unterrichtsgegenstand sind, waren zu Haeckels Zeit weit von einer gesellschaftlichen Akzeptanz entfernt. Sie waren entweder unbekannt oder wurden kontrovers diskutiert und stießen vor allem kirchlicherseits auf heftigen Widerstand. Der Inhalt, der trotz der Verwendung vieler biologischer Fachtermini als gemeinverständlich bezeichnet werden kann, wird im Folgenden in groben Zügen mit einigen charakteristischen Zitaten wiedergegeben, um so einen Eindruck von Haeckels monistischer Weltsicht einerseits und seinen Attacken gegen die Kirchen andererseits zu vermitteln.
Haeckel beginnt im ersten Kapitel mit den Errungenschaften der Technik und Naturwissenschaft des 19. Jahrhunderts. Aus der Biologie werden die Zelltheorie, Darwins Entwicklungslehre und die Überwindung des Vitalismus genannt, aus der Physik der Elektromagnetismus, die Einheit der Naturkräfte im gesamten Universum und die Prinzipien der Materie- und Energieerhaltung, was im Zeitalter des Verkehrs zu Anwendungen wie Telegrafie, Dampfkraft, Elektrizität und Verbesserungen in der Landwirtschaft und Medizin (Chloroform) führte. Demgegenüber beklagt er die sozialen Missstände und die Zustände in Bildung und Rechtspflege sowie die Rolle der Kirchen darin. Schließlich stellt er die 1880 von Emil du Bois-Reymond formulierten sieben Welträtsel vor. In diesem Zusammenhang begrüßt er die Zusammenarbeit zwischen Philosophie und Naturwissenschaft und bekennt sich unter Berufung auf Goethe und Spinoza zum Monismus als seiner Weltanschauung.
Im Kapitel „Unser Körperbau“ weist Haeckel die Zugehörigkeit des Menschen zu zoologischen Klassen wie Wirbeltieren, Catarrhini und Menschenaffen nach. Im darauf folgenden Kapitel greift er die Lehre von der vis vitalis an und stellt die Einheit der Natur, besonders die Ergebnisse der vergleichenden Physiologie von Johannes Müller und Köllikers Zelltheorie dagegen. So wird die Eingliederung des Menschen in die Zoologie auch physiologisch untermauert.
In „Unsere Keimgeschichte“ widerlegt der Autor die Präformationslehre, insbesondere die Einschachtelungslehre. Er verweist auf Köllikers Entdeckung, dass auch menschliche Eier und Samen Zellen sind, stellt seine Gasträatheorie (Keimblättertheorie) vor und schließt aus der Ähnlichkeit der Embryonalentwicklung aller Wirbeltiere auf eine gemeinsame Abstammung, was im nachfolgenden Kapitel mit der Darstellung der Geschichte der Evolutionstheorie, insbesondere unter Einbeziehung des Menschen, gestützt auf kürzlich gefundene Belege, vertieft wird. Der sogenannte Pithekometra-Satz, nach dem der Mensch vom Affen abstammt, genauer von affenartigen Vorfahren, wird im Zusatz zum Kapitel mit weiteren Belegen untermauert.
Die nun folgenden Kapitel widmen sich dem Begriff der Seele, die im monistischen Sinne als Summe aller physiologischen Funktionen (Gehirntätigkeit, Sinnestätigkeit, Sprache) eines Organismus verstanden und deren Erforschung auch methodisch auf eine naturwissenschaftliche Grundlage gestellt wird. Haeckel zitiert aus seinem Werk Zellseelen und Seelenzellen (1878):
„Die wundervollste aller Naturerscheinungen, die wir herkömmlich mit dem einen Worte 'Geist' oder 'Seele' bezeichnen, ist eine ganz allgemeine Eigenschaft des Lebendigen. In aller lebendigen Materie, in allem Protoplasma müssen wir die ersten Elemente des Seelenlebens annehmen, die einfache Empfindungsform der Lust und Unlust, die einfache Bewegungsform der Anziehung und Abstoßung – Nur sind die Stufen der Ausbildung und Zusammensetzung dieser 'Seele' in den verschiedenen lebendigen Geschöpfen verschieden; sie führen uns von der stillen Zellseele durch eine lange Reihe aufsteigender Zwischenstufen allmählich bis zur bewußten und vernünftigen Menschenseele hinauf.“
In den Kapiteln zur Keimes- und zur Stammesgeschichte führt Haeckel aus, dass die Seele denselben Entwicklungsgesetzen unterliegt wie andere Organe auch. Er beginnt mit der Zellseele der Einzeller und beschreibt die zunehmende Komplexität immer höherer Entwicklungsstufen, über Zellverbände und nervenlose Metazoa bis hin zu den Wirbeltieren mit ihrer Nervenseele und Ausprägung des Gehirns; auch die menschliche Seele ist das Produkt einer langen Entwicklungsgeschichte.
Das Bewusstsein der Seele ist eine innere Anschauung, die mit einem Spiegel verglichen werden kann. Es werden ein Selbstbewusstsein (innere Spiegelung) und ein Weltbewusstsein (Summe aller Erscheinungen der Außenwelt) unterschieden. Aus der Sicht mehrerer wissenschaftlicher Ansätze wird bald einer geringeren, bald einer größeren Anzahl von Organismen ein Bewusstsein zugeschrieben. Haeckel wehrt sich gegen die von du Bois-Reymond gemachte Unterstellung, er hänge sogar der von den Atomisten vertretenen Ansicht, nach der auch Atome ein Bewusstsein hätten, an; er bezieht die Position, dass das Bewusstsein nur den höheren Säugetieren und damit auch den Menschen zukomme.
Im Kapitel zur Unsterblichkeit der Seele werden die Begriffe Athanismus, der für den Glauben an eine persönliche Unsterblichkeit steht, und Thanatismus, der die Überzeugung zum Ausdruck bringt, dass das Leben mit dem Aufhören der Lebensäußerungen vollständig beendet ist, geprägt. Der Athanismus, der in besonderer Ausprägung im Christentum zu finden ist, in manch anderen Religionen hingegen völlig fehlt, wird durch eine monistische Analyse als mit modernen naturwissenschaftlichen Erkenntnissen unvereinbar herausgestellt, verbreitete Argumente für einen Athanismus werden als Illusion entlarvt.
Nach den sechs Kapiteln zur Seele wendet sich Haeckel nun den physikalischen Prinzipien zu. Er stellt die Gesetze von der Erhaltung der Materie (Lavoisier) und der Energieerhaltung (Mayer, Helmholtz) an die Spitze seiner monistischen Kosmologie. Die Vibrationslehre sieht in den Schwingungen kleinster Teilchen die Ursachen der Naturerscheinungen. Auch wenn sich die von Vogt vertretene Densationstheorie nicht dieser Schwingungstheorie der modernen Physik unterordnet, so nennt er deren folgende drei Grundprinzipien „unentbehrlich für eine wirkliche monistische Substanzansicht“:
I. „Die beiden Hauptbestandteile der Substanz, Masse und Äther, sind nicht tot und nur durch äußere Kräfte beweglich, sondern sie besitzen Empfindung und Willen (natürlich niedersten Grades!); sie empfinden Lust bei Verdichtung, Unlust bei Spannung; sie streben nach der ersteren und kämpfen gegen letztere.“
II. „Es gibt keinen leeren Raum; der Teil des unendlichen Raumes, welchen nicht die Massenatome einnehmen, ist von Äther erfüllt.“
III. „Es gibt keine unvermittelte Fernwirkung durch den leeren Raum; alle Wirkungen der Körpermassen aufeinander ist entweder durch unmittelbare Berührung … bedingt, oder sie wird durch den Äther vermittelt.“
Die dualistischen Substanztheorien, die die Welt in Geist und Materie aufteilen, wobei nur letztere den Naturgesetzen unterworfen ist, lehnt er ab, immaterielle Substanzen seien noch nie beobachtet worden. Der Äther ist eine „positive Tatsache“, er ist die imponderable Materie des Universums, die alle scheinbaren Fernwirkungen wie Gravitation oder Elektrizität durch Nahwirkungen vermittelt. Schließlich ordnet er die Begriffe der Lebenskraft und des Geisteslebens der „Allmacht des Substanzgesetzes“ unter und erteilt so dem Vitalismus eine klare Absage.
Im Kapitel zur Entwicklungsgeschichte der Welt postuliert Haeckel ein unendliches Weltall von unendlich langer Existenz, um so in der Kosmogenie dem Problem eines Anfangs bzw. einer Schöpfung auszuweichen. Unter Betonung der Universalität der Naturgesetze geht er von seit unendlicher langer Zeit sich periodisch wiederholenden Prozessen aus, der damit unvereinbare Clausiussche Entropiesatz wird verworfen. Zur Entstehung der Erde verweist er auf die im 18. Jahrhundert durch Pionierarbeiten von Hoff und Lyell hervorgegangene Geologie, zur Biologie und Anthropogenie auf Lamarck und Darwin, letzterer wird als der „Kopernikus der organischen Welt“ hervorgehoben.
Unter der „Einheit der Natur“, dem Titel des nun folgenden Kapitels, versteht Haeckel, dass auch die Lebensvorgänge denselben Gesetzen, wie sie in der anorganischen Welt vorherrschen, unterworfen sind, die von Reinke vertretende teleologische Weltsicht wird verworfen. Kants Aussage „Es ist für Menschen ungereimt, auch nur einen solchen Anschlag zu fassen oder zu hoffen, daß noch etwa dereinst ein Newton aufstehen könne, der auch nur die Erzeugung eines Grashalmes nach Naturgesetzen, die keine Absicht geordnet hat, begreiflich machen werde, sondern man muss diese Einsicht dem Menschen schlechterdings absprechen.“ wird entgegengehalten, dass dieser „unmögliche Newton der organischen Natur in Darwin wirklich erschienen“ ist; „seine geniale Selektionstheorie gibt die volle Lösung.“
Im Kapitel „Gott und die Welt“ werden verschiedene Religionstypen vorgestellt. Der Monotheismus ist am reinsten noch im Islam vertreten, der Amphitheismus (Zweigötterei) ist oft dualistisch als „Gott und Teufel“ ausgebildet. „Auf viel tieferer Stufe steht der katholische Polytheismus, in dem zahlreiche 'Heilige' (oft von sehr zweifelhaftem Rufe!) als untergeordnete Gottheiten angebetet und um gütige Vermittlung beim obersten Gott (oder bei dessen Freundin und Tochter, der 'Jungfrau Maria') ersucht werden – eine jämmerliche Karikatur des christlichen 'Monotheismus'!“ Ebenso lehnt Haeckel den Glauben an eine Dreieinigkeit Gottes und den Gedanken einer Auferstehung Jesu bzw. der Toten ab. Der Pantheismus proklamiert die Einheit von Gott und Natur, „die Weltanschauung unserer modernen Naturwissenschaft“. Haeckel stellt sich hinter Schopenhauers Aussage, „Pantheismus sei nur eine höfliche Form des Atheismus, die Wahrheit des Pantheismus bestehe in der Aufhebung des dualistischen Gegensatzes zwischen Gott und Welt.“ Zur Verbreitung der „monistischen Überzeugung der Einheit von Gott und Natur“, müssen sich im kommenden 20. Jahrhundert die „Schulen von den Fesseln der Kirche befreien“ und der „moderne Staat sich selbst von den Banden des Kirchen-Regiments ablösen“.
Erkenntnis entsteht durch wissenschaftliche Arbeit unter Verwendung von Sinnesorganen, mit denen der Mensch weder quantitativ noch qualitativ bestmöglich ausgestattet ist, und des Verstandes. Im Gegensatz dazu steht der Glaube, dessen unkritische Rezeption zu viel Unheil geführt hat.
Im sich anschließenden Kapitel „Wissenschaft und Christentum“ werden von der katholischen Kirche begangene Verbrechen und die brutale Unterdrückung der Wissenschaft beschrieben. „Die Papstmacht wütete auf ihrer Höhe gegen alles, was ihrer Herrschaft im Weg stand.“ Mit der Reformation beginnt die „Wiedergeburt der gefesselten Vernunft“. Im 19. Jahrhundert hat die Wissenschaft derart viele Wahrheiten angehäuft, dass die „religiöse Weltanschauung gebildeter Kreise nur als Scheinchristentum bezeichnet werden kann.“ Dem setzt Rom die folgenden „drei Faustschläge in das Antlitz der Vernunft“ entgegen: die Unfehlbarkeit (13. Juli 1870), die Enzyklika Quanta Cura nebst Syllabus (Dezember 1864), in der „der Vernunft und Wissenschaft überhaupt jede selbstständige Tätigkeit abgesprochen“ wird, und das Dogma von der unbefleckten Empfängnis (Dezember 1854), worauf Haeckel im anschließenden Text näher eingeht.
An die Stelle des Christentums soll „unsere monistische Religion“ treten. Die drei Göttinnen dieser Religion seien Wahrheit, Schönheit und Tugend. Die Wahrheit erlangt man einzig durch die Naturwissenschaft, die Tugenden sind die „Humanitätsgebote der Liebe und Duldung, des Mitleids und der Hilfe“, wie sie im Urchristentum zu finden sind. Die Schönheit in der Kunst soll nicht mehr auf einen Gott oder ein Jenseits ausgerichtet sein, sondern den jetzt im Diesseits lebenden Menschen dienen. Die Kirche der monistischen Religion ist die Natur selbst.
Im vorletzten Kapitel „Unsere monistische Sittenlehre“ lehnt Haeckel Kants Unterscheidung zwischen praktischer und reiner Vernunft als dualistisch ab. Das goldene Sittengesetz „Was Du willst, das Dir die Leute tuen, das tue Ihnen auch!“ wird aus der These des „Menschen als soziales Wirbeltier“ im Gleichgewicht zwischen Egoismus und Altruismus abgeleitet und mit Jesu Ausspruch „Du sollst Deinen Nächsten lieben wie Dich selbst“ verglichen. Des Weiteren weist Haeckel nach, dass dieses goldene Sittengesetz wesentlich älter ist und vom aktuellen Christentum durch widersprechende Lehren teilweise wieder aufgehoben wurde. Erneut leitet er daraus eine strikte Trennung zwischen Kirche und Staat ab. In den Schulen sollen „christliche Sagen und Legenden nicht als Wahrheit gelehrt werden“, dem Naturkundeunterricht soll höheres Gewicht zukommen, das Hauptziel der Schulen muss die „Ausbildung des selbständigen Denkens“ sein.
Im abschließenden Kapitel werden noch einmal die naturwissenschaftlichen und monistischen Antworten auf die Fragen nach der Natur des Kosmos, der Entstehung der Erde und der Entwicklung des Lebens bis hin zum Menschen zusammengestellt. Die Welträtsel haben sich stetig vermindert, es bleibt das „Substanz-Problem“, die Frage nach dem „Innersten Wesen der Natur“.

## Bemerkungen
Die erste Auflage erschien 1899 im Verlag von Emil Strauß (Bonn) und erreichte in kürzester Zeit eine Auflage von mehreren hunderttausend Exemplaren. 1908 hatte Haeckel den Kapiteln einige Ergänzungen hinzugefügt und Literaturangaben aktualisiert. Das Werk bildete die erste Nummer der Buchreihe Kröners Taschenausgabe. Es wurde in mehrere Sprachen übersetzt, etwa ins Englische oder Französische. Der Inhalt des Buches ist heute gemeinfrei und online beispielsweise bei Zeno.org verfügbar. Eine Kurzfassung in hebräischer Sprache mit dem Titel חידות העולם (hhidoth ha'olam) gibt es bei archive.org.
„Ernst Haeckel gelang mit seinem Jahrhundertwendebuch ‚Die Welträtsel‘ der mit Abstand größte populärwissenschaftliche Erfolg der deutschen Buchgeschichte.“, es gehört zur ZEIT-Bibliothek der 100 Sachbücher.
Das Werk hat den Stand der Naturwissenschaften einem breiten Leserkreis zugänglich gemacht und „vor allem der Evolutionslehre auf breiter Front zum Durchbruch verholfen“, „eine ganze Reihe seiner Prognosen ist von der späteren Naturwissenschaft bestätigt worden, ohne jedoch ihre Forschungsprinzipien zu einer monistisch-evolutionistischen Weltanschauung erhoben zu haben.“
„Der antiklerikale Charakter des Buches rief einen Sturm der Entrüstung hervor, zumal Haeckel immer wieder die Trennung von Staat und Kirche forderte.“ Haeckel selbst bemerkte dazu: „Die Flut von Beschimpfungen und Verleumdungen aller Art, welche die ‚frommen Blätter‘ – voran der lutherische Reichsbote und die römische Germania – über mich ergossen, überstieg alles bisher dagewesene.“